# Suzie Bates
Suzie Bates (16 de setembro de 1987) é uma ex-basquetebolista e jogadora de críquete neozelandesa.

## Carreira
Suzie Bates integrou a Seleção Neozelandesa de Basquetebol Feminino em Pequim 2008, terminando na décima posição.